# Kingsmeadow
Kingsmeadow (conocido como The Cherry Red Records Stadium por razones de patrocinio) es un estadio de fútbol situado en la zona de Norbiton, Kingston upon Thames, Londres, que se utiliza para los partidos en casa del AFC Wimbledon, del Kingstonian y del Chelsea Women. Tiene una capacidad de 4.850 espectadores, con 2.265 asientos.
- Datos: Q1630338
- Multimedia: Kingsmeadow Stadium / Q1630338